# Chiesa di San Martino Vescovo (Casalecchio di Reno)
La chiesa di San Martino Vescovo è il duomo di Casalecchio di Reno, in città metropolitana ed arcidiocesi di Bologna; è sede di una parrocchia compresa nel vicariato delle Valli del Reno, Lavino e Samoggia.

## Storia
Nel VII secolo a Casalecchio venne fondato dai frati Martiniani un monastero, il quale fu distrutto nel 974 dagli ungari; venne riedificato nel 1074. Da documenti del 1378 si sa che questa chiesa dipendeva dalla pieve di Bologna ed era compresa nel distretto di Porta Procula; nel 1558 divenne filiale della pieve di Pontecchio e, nel 1570, passò sotto la giurisdizione della pieve di Borgo Panigale.
La chiesa fu ricostruita nel 1665 e fu ampliata tra il 1874 ed il 1913. Nella prima metà del Novecento questo edificio venne demolito per far posto alla nuova chiesa, il cui progetto, elaborato originariamente da Edoardo Collamarini, fu in seguito modificato da Luigi Saccenti: venne edificata tra il 1926 ed il 1937 e consacrata in quello stesso anno dall'arcivescovo di Bologna Giovanni Battista Nasalli Rocca di Corneliano. Il campanile venne eretto tra il 1937 ed il 1938 su disegno di Luigi Saccenti e, tra il 1940 ed il 1942, fu sistemato l'interno della parrocchiale. Durante la seconda guerra mondiale la chiesa subì dei danni e tra il 1945 ed il 1946 venne completamente ristrutturata. Nel 1987 il tetto fu impermeabilizzato dall'acqua e nel 1989 venne collocato l'organo.

### Il Campanile e le Campane
A sinistra della chiesa si eleva il bel campanile gugliato, coi quadranti dell'orologio su due dei quattro lati. Venne eretto nel 1938 su progetto dall'Arch. Luigi Saccenti a spede del Comm. Aristide Volpe; coi suoi 45 metri di altezza è uno dei simboli della cittadina alle porte della Valle del Reno. Sempre nel 1938, venne dotato di un monumentale concerto di 6 campane, eccezionale opera del Cav. Cesare Brighenti di Bologna. Col suo peso complessivo di 3074 kg, è il sesto complesso campanario più pesante della Città Metropolitana di Bologna.                              
| Campana (e dedica)                    | Nota nominale * | Fonditore             | Anno di fusione | Diametro | Peso    | Iscrizioni |
| ------------------------------------- | --------------- | --------------------- | --------------- | -------- | ------- | --- |
| Grossa (SS.Cuori di Gesù e di Maria)  | Mi3 -5/100      | Cav. Cesare Brighenti | 1938            | 120,0 cm | 1145 kg | "CESARE BRIGHENTI CAV. DI S.SILVESTRO PP A BOLOGNA FUSE" - "QUESTA CAMPANA FU FATTA FONDERE L'ANNO MCMXXXVIII CON OFFERTE DI GENEROSI PARROCCHIANI DI CUI NOMI SONO SCOLPITI NELLA LAPIDE MURATA IN QUESTA CELLA CAMPANARIA"                                                    |
| Mezzana (S.Martino Vescovo)           | Sol3 +7/100     | Cav. Cesare Brighenti | 1938            | 101,1 cm | 677 kg  | "CESARE BRIGHENTI CAV. DI S.SILVESTRO PP A BOLOGNA FUSE" - "QUESTA CAMPANA FU FATTA FONDERE L'ANNO MCMXXXVIII CON OFFERTE DI GENEROSI PARROCCHIANI DI CUI NOMI SONO SCOLPITI NELLA LAPIDE MURATA IN QUESTA CELLA CAMPANARIA".                                                   |
| Mezzanella (S.Vincenzo Ferreri)       | La3 -3/100      | Cav. Cesare Brighenti | 1938            | 89,8 cm  | 471 kg  | "CESARE BRIGHENTI CAV. DI S.SILVESTRO PP A BOLOGNA FUSE" - "QUESTA CAMPANA FECERO FONDERE A PROPRIE SPESE SAMUELE ED ANTONIETTA ROBB. L'ANNO MCMCXXXVIII" |
| Piccola (S.Giovanni Battista)         | Si3 -22/100     | Cav. Cesare Brighenti | 1938            | 79,3 cm  | 325 kg  | "CESARE BRIGHENTI CAV. DI S.SILVESTRO PP A BOLOGNA FUSE" - "BURZI ALDO CASINI EUGENIO DALBONI GAETANO DE MARIA BENNO FALCHIERI CELESTINO LAMBERTINI VINCENZO POGGI FERDINANDO COMPONENTI LA COMMISSIONE PEI LAVORI DELLA CHIESA A LORO SPESE FECERO FONDERE A. MCMCXXXVIII XVI" |
| Quarta del Maggiore (S.Anna)          | Do4 -3/100      | Cav. Cesare Brighenti | 1938            | 74,4 cm  | 265 kg  | "CESARE BRIGHENTI CAV. DI S.SILVESTRO PP A BOLOGNA FUSE" - "QUESTA CAMPANA FU FATTA FONDERE L'ANNO MCMXXXVIII CON OFFERTE DI GENEROSI PARROCCHIANI DI CUI NOMI SONO SCOLPITI NELLA LAPIDE MURATA IN QUESTA CELLA CAMPANARIA"                                                    |
| Piccola del Maggiore (S.Filippo Neri) | Re4 ±0/100      | Cav. Cesare Brighenti | 1938            | 66,5 cm  | 191 kg  | "CESARE BRIGHENTI CAV. DI S.SILVESTRO PP A BOLOGNA FUSE" - "L'ARCIPRETE MONS. FILIPPO ERCOLANI A RICORDO DEL SUO GIUBILEO PARROCCHIALE A SUE SPESE FECE FONDERE A. MCMXXXVIII XVI"                                                                                              |

(*L'analisi delle note nominali, riportata in centesimi di semitono, ha come riferimento il LA 435 Hertz).
Il concerto è intonato in modo da comporre un "quarto in tono minore" se si utilizzano le quattro campane più grosse; le cinque minori compongono invece un "quinto in tono maggiore".   
I sei bronzi sono installati su telaio in ferro, sui caratteristici "mozzi" in legno che permettono la tecnica di suono "alla bolognese", qui praticata nelle principali solennità e, annualmente, per la festa patronale di S.Martino di Tours (11 novembre) dai campanari locali. 

## Interno
Opere di pregio conservate all'interno della chiesa, a tre navate, sono una pala con soggetto la Beata Vergine Maria assieme alle Sante Lucia ed Agata, opera di Denijs Calvaert, gli affreschi dipinti dal Lambertini, le immagini dei Quattro Evangelisti e l'organo, realizzato nel 1989 da Francesco Guglielmo Paccagnella.